# Kalkschneeböden
Kalkschneeböden bilden die pflanzensoziologische Ordnung Arabidetalia caeruleae über Karbonatstandorten. 

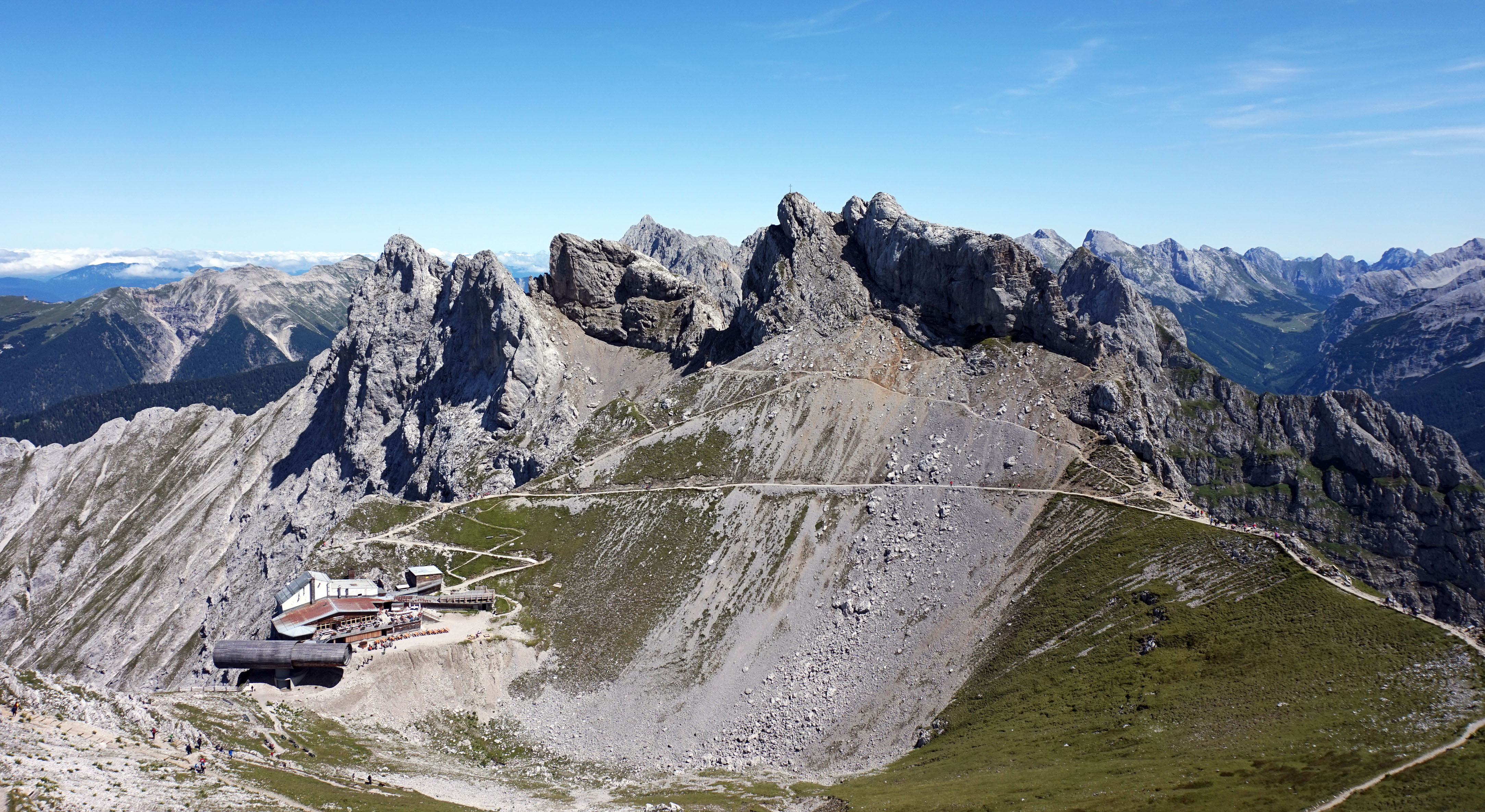
Die Karwendelgrube an der Westlichen Karwendelspitze bildet den Hauptschwerpunkt des Vorkommens von Kalkschneeböden im bayerischen Karwendelteil

## Standortscharakteristik

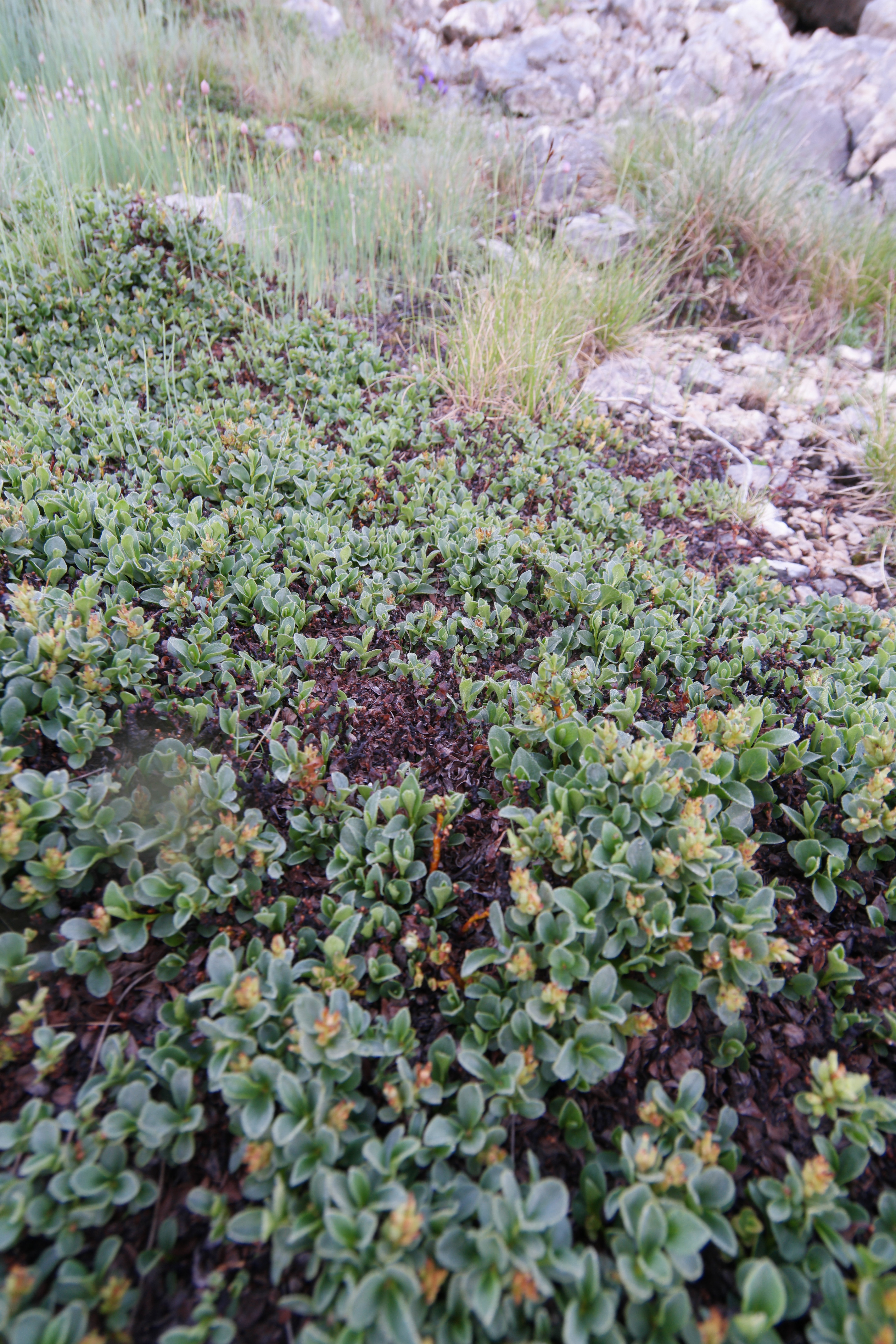
Kalkschneeboden auf periglazialem Substrat. Die Stumpfblättrigen Weide tritt wie hier im Opuvani do im Orjen-Gebirge mit Leimkrautblättrige Skabiose, Quendelblättriger Büschelglocke, Carex kitaibeliana sowie Schnittlauch auf

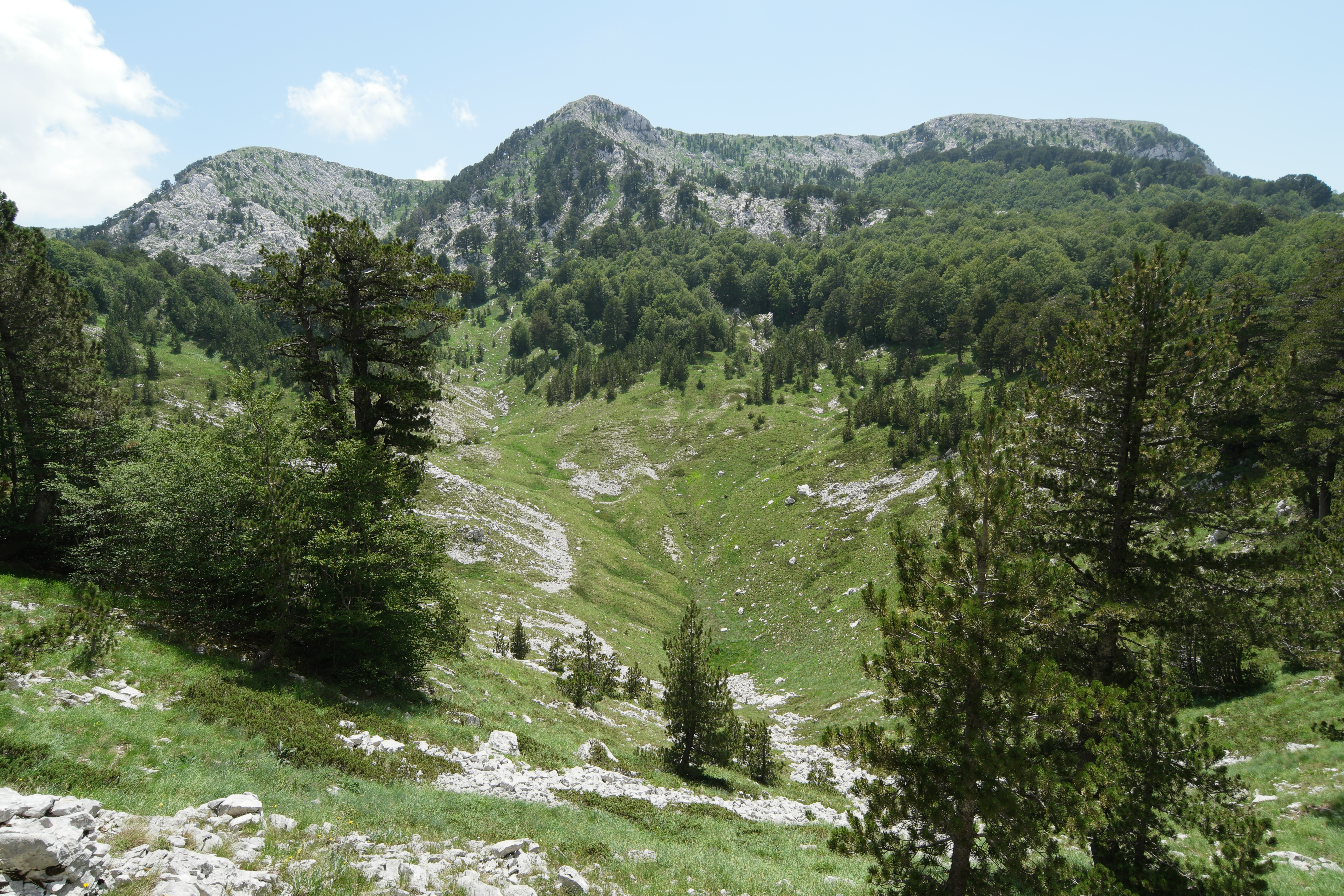
In der niveauvertiefenden Karsthohlform des Opuvani do im Orjen sind Kalkschneeböden durch lange Schneedeckendauer sowie häufige Frostwechsel und daraus initiierten periglazialen Prozessen entwickelt

Kalkschneeböden zeichnen sich durch skelettreiche Böden oder beruhigte bis schwach bewegte Hangschuttböden mit langer Schneebedeckung, in der Regel mehr als acht Monate, aus.
Durch die lange Schneebedeckung bleibt der Boden meist gut durchfeuchtet, kann aber im Spätsommer oder Herbst aufgrund der Durchlässigkeit von verkarsteten Karbonatgesteinen stark austrocknen. Ihr Optimum erreichen Kalkschneeböden an den Kalkketten der Nordalpen sowie in den Nord- und Ostkarpaten. Hier sind sie in der unteren alpinen bis in die alpine Stufe verbreitet. Geringere Ausdehnung haben die Kalkschneetälchen in den Kalkgebirgen Südeuropas (Pyrenäen, Dinariden, Südkarpaten, Rhodopen, Balkangebirge). Aufgrund der anderen Artkombination sowie anderen Vergesellschaftung bilden sie eigene Gesellschaften beziehungsweise Verbände. Allgemein sind die Verbände dort kleinräumiger und zunehmend auf mikroklimatische Sonderstandorte angewiesen. Durch geringere Höhe, stärker ausgeprägte saisonale Trockenzeiten und kürzere Schneebedeckung werden Schneetälchen im Süden rasch von Schutt- und Rasengesellschaften verdrängt.
Kennzeichnend ist jedoch immer das Vorkommen von Arabis caerulea sowie Salix retusa.
Anders als Schneetälchen über Silikat nehmen Kalkschneeböden immer kleinere Areale ein. Sie sind allgemein auf Hangfüße und Mulden, im Süden, wo sich die Sommertrockenheit auf mehrere Monate hinzieht, zunehmend azonal auf Paleodolinen, in denen sich Kaltluft sammelt (Kaltluftsee), angewiesen. Da Kalkgesteine undurchlässig sind, können sich hierin kaum Wasseransammlungen bilden. Indem Durchsickerungsregime im Hangschutt rangstufig den dominanten ökotopbildenden Regimetyp stellen, ist das Bodenwasserregime auch kennzeichnender ökosystemarer Prozess. Laterales Zuschusswasser, das über Schmelzwässer zur Durchfeuchtung von Hangschuttflächen und Fließereden führt, ist zur Ausbildung von Kalkschneeböden unabdingbar. Daher sind konvergierende Landformen in Mulden und Dolinen, die – aufgrund der Eigenbeschattung – bedeutend längerer Schneebedeckung sowie Hangfußflächen mit durch wasserspeichernden Schutteinhängen, höheren Bodenfeuchtigkeit und im Mittel geringeren Temperaturen eine der verbreitetsten Standorte für die Kalkschutt-Schneeböden des Campanulo pullae-Arabiedetum caeruleae oder des Campanulo pullae-Achilleetum clusianae sind. Diese artenarmen Standorte zeigen mitunter auch hohe Anteile von Moosen- und Flechten.

## Synökologie
Zwei allgemeine Verbände werden ausgewiesen:
- Verband der Blaukressenrasen (Arabidion caeruleae), Rasengesellschaften mit langer Schneebedeckung
- Verband der Zwergweiden Spaliere auf Kalkuntergrund (Salicion retusae)

## Verbreitung
Die Verbreitung von Kalkschneeböden ist in Europa auf Gebirge mit Kalkuntergrund beschränkt. Geologisch fehlen sie daher in Nordeuropa, in Südeuropa ist Schneearmut limitierend. Selbst in den Nordalpen ist die Verbreitung von Kalkschneeböden nur lokal, im bayerischen Karwendel ist die Karwendelgrube der Westlichen Karwendelspitze Hauptschwerpunkt der Vorkommen. Hier tritt außerhalb des Allgäu nur noch am Fraunalpel im Wetterstein verbreitete Gesellschaft der Braunen Hainsimse (Luzuletum alpinopilosae) auf. Weitere bedeutendere Kalkschneebodenvorkommen gibt es in Bayern im Oberen Dammkar, am Thomasalpel, in der Felderngrube und unter den Schlichtenkarspitzen.
Allgemeine Verbreitungsschwerpunkte liegen in den Nordost- und Südostalpen. Hier sind es Dachstein, Dürrenstein, Hochschwab, Höllengebirge, Lechtaler Alpen, Tennengebirge, Schneeberg, Karwendel in den Nordost- und Gailtaler Alpen, Julische Alpen, Karawanken, Karnische Alpen, Lienzer Dolomiten, Südtiroler Dolomiten und Pragser Dolomiten, in denen sich geeignete Standortsituation für die Ausbildung von Kalkschneeböden häufen.
In den südöstlich anschließenden Dinariden sind im Norden nur azonale Dolinenstandorte im Krainer Schneeberg sowie der Kapela gekannt. Erst in den hoch aufragenden Südost-Dinariden sind Kalkschneeböden im Maglić, Durmitor, Komovi und Prokletije häufig. Die mehr submediterranen oder oro-Mediterranen Dinariden haben wiederum nur azonal eine Kalkschneebodenvegetation. Hier insbesondere im Čvrsnica, Prenj und Velež. Ein isoliertes Vorkommen wird oro-Mediterran aus dem Orjen beschrieben. Hier ist an der Nordabdachung der Velika Jastrebica eine Paleodoline Standort der mittelmeernächsten Kalkschneeboden-Flora Europas. Im kontinentaleren Osten der Balkanhalbinsel kommen Kalkschneeböden noch in der Jakupica sowie im Pirin- und Rila-Gebirge vor.